# Hybolasius parvus
Hybolasius parvus es una especie de escarabajo longicornio del género Hybolasius, tribu Acanthocinini, subfamilia Lamiinae. Fue descrita científicamente por Broun en 1880.

## Descripción
Mide 2,25-3 milímetros de longitud.

## Distribución
Se distribuye por Nueva Zelanda.